# Keude Plimbang
Keude Plimbang is een bestuurslaag in het regentschap Bireuen van de provincie Atjeh, Indonesië. Keude Plimbang telt 139 inwoners (volkstelling 2010).